# Teucholabis (Teucholabis) bruneri
Teucholabis (Teucholabis) bruneri is een tweevleugelige uit de familie steltmuggen (Limoniidae). De soort komt voor in het Neotropisch gebied.